# Tricentrus pilinervosus
Tricentrus pilinervosus är en insektsart som beskrevs av William D. Funkhouser. Tricentrus pilinervosus ingår i släktet Tricentrus och familjen hornstritar. Inga underarter finns listade i Catalogue of Life.